# Federación Gremial Nacional de Productores de Frutas de Chile
La Federación Gremial Nacional de Productores de Frutas de Chile (Fedefruta), fundada el 17 de noviembre de 1985, es una organización gremial sin fines de lucro que reúne a los productores de fruta chilenos. 
La entidad orienta su labor a la unificación de los productores en la búsqueda de criterios compartidos, para salvaguardar sus intereses a través de la representación y defensa de sus legítimos derechos ante la industria frutícola nacional e internacional, ante las autoridades de gobierno; y para vincularlos con los distintos sectores públicos y privados para desarrollar eficientemente su tarea productiva.
La federación agrupa a más de 1000 productores y 22 asociaciones, y bajo su alero operan comités sectoriales: HORTACH (hortalizas), ChileNut (nueces), Comité de Arándanos y Comité de Duraznos Conserveros.

## Presidentes de FEDEFRUTA
- 1985-88: Florencio Lazo Barra
- 1988-90: Fernando Jara Aninat
- 1990-97: Ricardo Ariztía de Castro
- 1997-2006: Luis Schmidt Montes
- Junio de 2006- mayo de 2010: Rodrigo Echeverría Díaz
- Mayo de 2010 - mayo de 2012: José Antonio Walker Prieto
- Mayo de 2012 - mayo de 2014 : Cristián Allendes Marín
- Mayo de 2014 - mayo de 2016 : Juan Carolus Brown Bauzá
- Mayo de 2016 - 2017: Ramón Achurra Larraín[1]